# Сорель, Луиз
Луиз Сорель (англ. Louise Sorel; род. 6 августа 1940, Лос-Анджелес, Калифорния) — американская телевизионная актриса, наиболее известная благодаря ролям в мыльных операх.

## Жизнь и карьера
Сорель родилась в Лос-Анджелесе, в семье актрисы Джин Сорель. Она добилась значительного успеха на бродвейской сцене в начале шестидесятых, а в дополнение регулярно появлялась на телевидении, в таких шоу как «Бонанза», «Звёздный путь» и «Ангелы Чарли». За свою пятидесятилетнюю карьеру, Сорель в общей сложности появилась в более восьмидесяти телепроектах.
В 1984 году Сорель начала свою карьеру в дневных мыльных операх, с роли Августы Локридж в мыле NBC «Санта-Барбара». В 1986-87 годах она также играла Джудит Рассел Сандерс в «Одна жизнь, чтобы жить» на ABC, после чего вернулась к предыдущей роли. В 1992 году Сорель начала играть свою самую успешную роль, в мыльной опере NBC «Дни нашей жизни». В шоу она играла злодейку Вивиан Элимэйн, за исполнение которой получила пять премий «Дайджеста мыльных опер», в том числе и как лучшая злодейка дневного эфира.
Сорель покинула «Дни нашей жизни» в 2000 году и в последующие годы кратко появлялась в «Порт Чарльз», «Все мои дети» и «Страсти». В 2009 году она вернулась в «Дни нашей жизни», а в июне 2011 года была уволена одновременно с несколькими другими актёрами, чтобы освободить место для Дидри Холл.
Сорель была замужем дважды, за актёрами Хербом Эдельманом (1964—1970), и Кеном Ховардом (1973—1976).

## Мыльные оперы
- Санта-Барбара (1984—1986, 1988—1989, 1989—1991) — Аугуста Локридж
- Одна жизнь, чтобы жить (1986—1987) — Джудит Рассел Сандерс
- Дни нашей жизни (1992—2000, 2009—2012) — Вивиан Элимэйн
- Порт Чарльз (2000)
- Все мои дети (2001)
- Страсти (2004)